# 베이크트 알래스카

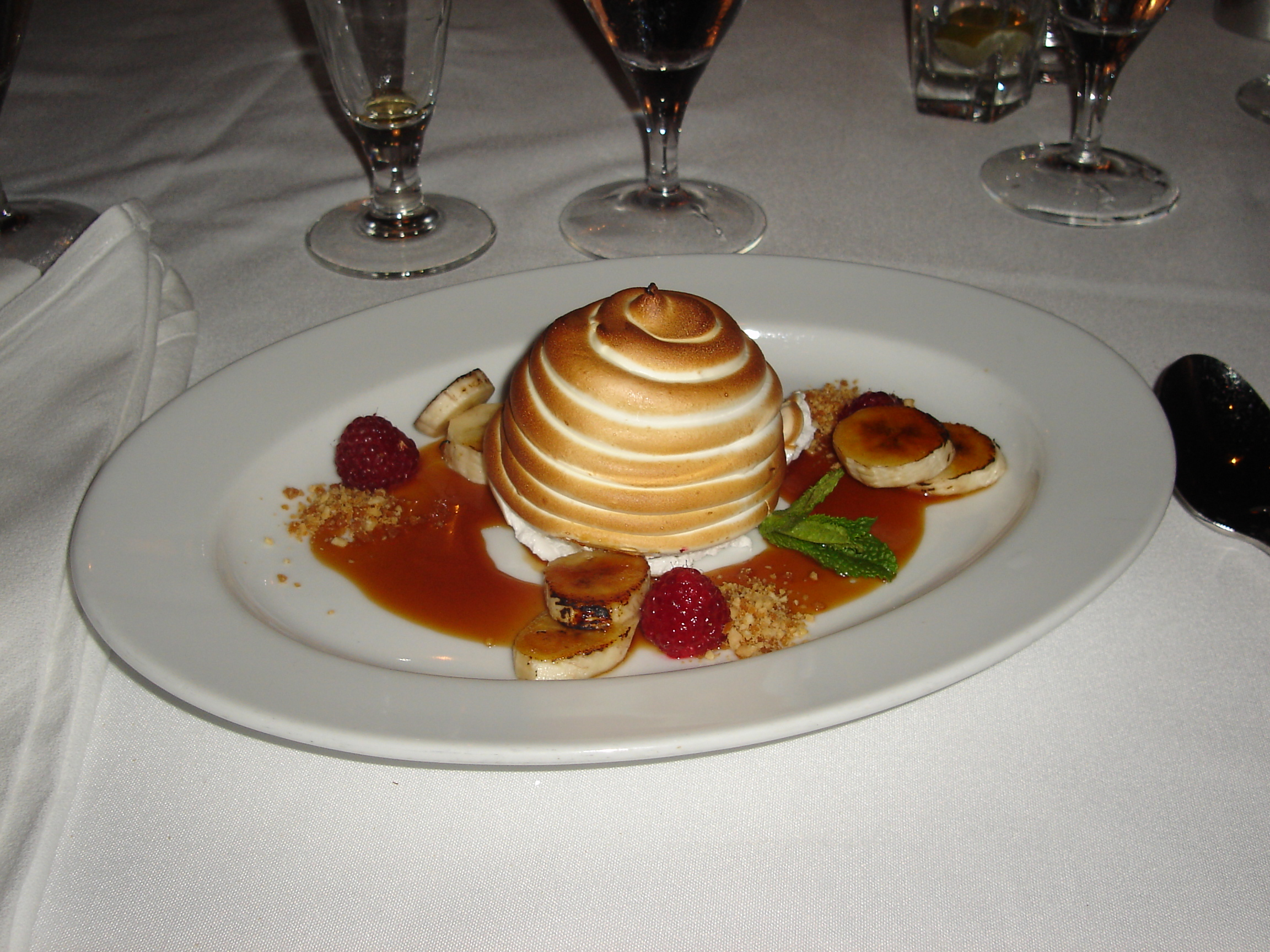
베이크트 알래스카

베이크트 알래스카(Baked Alaska)는 스펀지 케이크나, 크리스마스 푸딩 위에 아이스크림을 얹고 오븐에서 살짝 구은 디저트이다.